# Acrosterigma subassimile
Acrosterigma subassimile is een tweekleppigensoort uit de familie van de Cardiidae. De wetenschappelijke naam van de soort is voor het eerst geldig gepubliceerd in 2003 door Vidal.